# Застава Шпаније
Застава Шпаније симболизује шпанску нацију. Она је симбол њеног суверенитета, независности, јединствености и целовитости и представља највише вредности изражене у уставу Шпаније.
Коначни, данашњи изглед шпанска застава је добила 1981. године, када је донесен Закон о грбу (5. октобра 1981) којим је коначно дефинисан изглед националног грба. 
Изглед шпанске заставе дефинисан је пре свега шпанским уставом, затим Законом којим се регулише кориштење заставе Шпаније и других застава и знаковља (од 28. октобра 1981) и другим прописима.
Шпанска застава састоји се о три хоризонталне пруге: црвене, жуте и црвене. Жута пруга је двоструке ширине од црвених. Размер ширине и дужине заставе је 2:3. На жутој прузи може се инкорпорисати грб Шпаније, тако да он налази на левој страни жуте пруге (гледајући заставу спреда). Грб се мора увек налази на заставама које су извешане на прочељима и у зградама уставних институција, зградама које користи средишња власт и аутономне власти, војска, као и зграда дипломатских и конзуларних мисија Шпаније у свету.

## Историјске заставе
- Застава Шпаније (1785–1873, 1875–1931)
- Застава Прве шпанске републике (1873–1874)
- Застава Друге шпанске републике (1931–1939)
- Застава Франкове Шпаније (1936–1938)
- Застава Франкове Шпаније (1938–1945)
- Застава Франкове Шпаније (1945–1977)
- Застава Шпаније (1977–1981)